# شارش انرژی (بوم‌شناسی)

یک نمایش گرافیکی از جابجاdی انرژی بین لایه‌های تغذیه‌ای در یک اکوسیستم

شارش انرژی، جریان انرژی از طریق جانداران زنده در یک اکوسیستم است. همه جانداران زنده را می‌توان در تولیدکنندگان و مصرف‌کنندگان سازمان‌دهی کرد و این تولیدکنندگان و مصرف‌کنندگان را می‌توان در یک زنجیره غذایی سازمان‌دهی کرد. هر یک از سطوح در زنجیره غذایی یک سطح تغذیه‌ای است. به منظور نشان دادن کارآمدتر کمیت جانداران در هر سطح تغذیه‌ای، این زنجیره‌های غذایی به هرم‌های تغذیه‌ای سازماندهی می‌شوند. فلش‌های زنجیره غذایی نشان می‌دهند که جریان انرژی یک‌سویه است و سر فلش جهت جریان انرژی را نشان می‌دهد. انرژی در هر مرحله از مسیر به عنوان گرما از دست می‌رود.

چرخه کربن یک اکوسیستم خشکی. با شروع فتوسنتز، آب (آبی) و دی‌اکسید کربن (سفید) از هوا با انرژی خورشیدی (زرد) گرفته می‌شود و به انرژی گیاهی (سبز) تبدیل می‌شود. 100×10 ^{15} گرم کربن در سال ثابت شده توسط جانداران فتوسنتزی که معادل ۴×10 ^{18} کیلوژول در سال = ۴×10 ^{21} ژول در سال انرژی آزاد است. تنفس سلولی واکنش معکوس است که در آن انرژی گیاهان گرفته شده و دی‌اکسید کربن و آب را بیرون می‌دهد. دی‌اکسید کربن و آب تولیدشده را می‌توان دوباره به گیاهان بازیافت کرد.

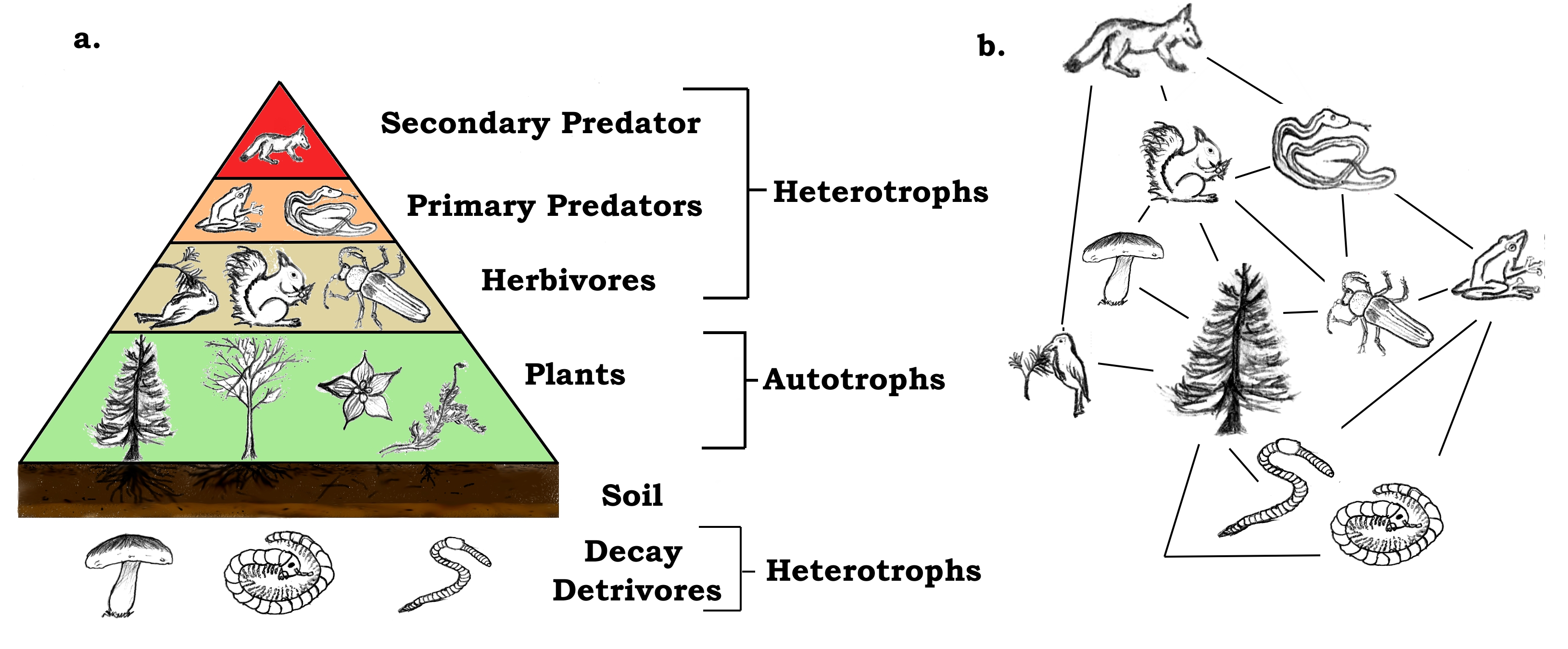
هرم غذایی و شبکه غذایی توسط Thompsma که برخی از الگوهای ساده‌تر را در یک شبکه غذایی نشان می‌دهد.